# Synagogue de Vasvári Pál utca
La Synagogue de Vasvári Pál utca (en hongrois : Vasvári Pál utcai zsinagóga) est une synagogue située dans le 6e arrondissement de Budapest. Elle est construite en 1887 dans la cour d'un immeuble d'habitation selon les plans de Sándor Fellner. Elle est actuellement utilisée par la communauté Loubavitch.